# 巴功·普伦帕迪
巴功·普伦帕迪 （1993年2月2日—），泰国足球运动员，司职中场。現效力於泰超球会泰港 ，也代表泰国国家足球队。

## 荣誉

### 俱乐部
泰港
- 泰国足总杯冠军：2019

### 国家队
泰国U-19
- 東南亞足協U-19青年錦標賽：2011

泰国U-23
- 东南亚运动会金牌：2013、2015